# 解官
解官（げかん）とは、日本の律令制において、現職の官人が解任されることを指す。

## 概要
解官の理由としては、以下の3点などが挙げられる。
考解（こうげ）
勤務評定による成績が悪いことを理由として、懲戒処分として行われる。その年の俸禄は没収されるが、1年後には同じ官位で復職可能となる。
犯罪解（はんざいげ）
官人が徒刑・流刑に相当する罪を犯した場合の換刑や除名・免官等の処分を受けた場合。一定期間の後に規定によって官位を数等降格させた上で再叙任される。
以理解（いりげ）
考解・犯罪解にあたらないその他の理由による解任であり、具体事例として以下のものが挙げられる。
- 致仕…高齢を理由とするもの。
- 交満…一定の任期を経て交替の年限が到来したとき。
- 廃官…所属する官衙・官職が廃止されたとき。
- 省員…所属する官衙の人員整理に伴うもの。
- 充侍…父母の老病によってその介護を命じる場合。
- 遭喪…父母などの親族の死による服喪。
- 悪解…本人が病気をして120日を経た場合。

## 実例
薩戒記によって、解官の辞令（口宣案）として以下のように記されている。